# Sender Europeu E9

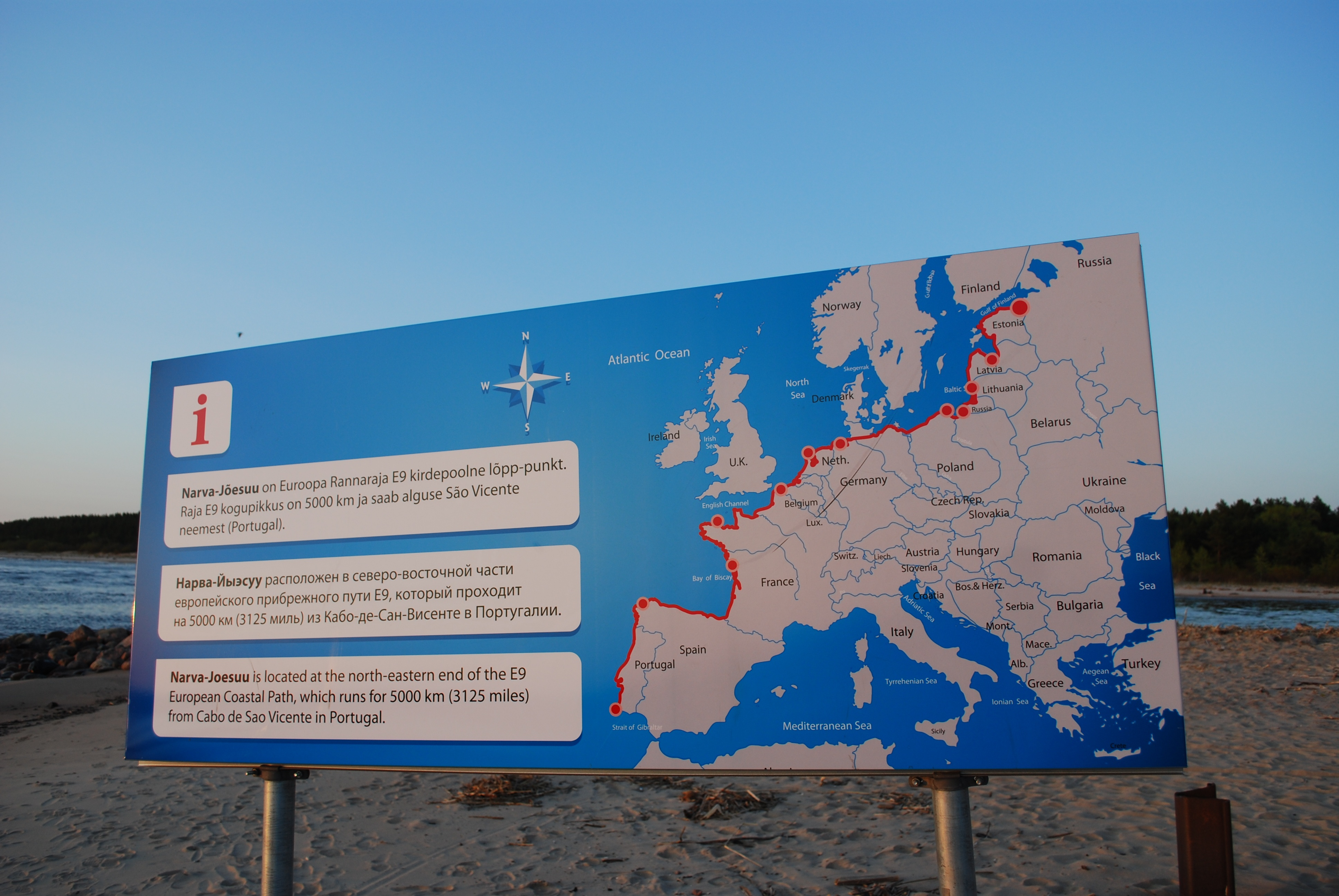
L'extrem oriental de la ruta a Narva-Jõesuu, Estònia.

El sender europeu de llarga distància E9, sender E9 o Sender Costaner Europeu (en francès: Sentier européen du Littoral ) és un dels dotze senders europeus de llarga distància, que recorre 9.890 km (6.145 mi)) des de Tarifa (Espanya) fins a Narva-Jõesuu (Estònia). El 2019, el cap sud es va ampliar des del Cap de São Vicente a Portugal fins a Tarifa a Espanya, el punt més meridional d'Europa continental, i també el punt de partida de l'E4 i l'E12.

## Portugal
El camí segueix les costes occidentals de Portugal des del cap de São Vicente. També hi ha alguns trams al voltant de Lisboa i és possible que el Camí Portuguès de la Costa també es converteixi en part de l'E9.

## Espanya
El camí segueix les costes occidentals d'Espanya, sovint incloent-hi els senders GR d'Espanya .

## França
El camí segueix les costes nord i oest de França començant a Bray-Dunes, a la frontera belga. El GR 120 va de Dunkerque a Pas d'Authie, el GR 21 de Le Tréport a Le Havre, i el GR 223 de Le Havre, passant per Cherbourg, fins a Avranches, on es divideix en diversos senders locals més petits. El GR 34 continua des del Mont Saint-Michel fins a la Tour-du-Parc . El GR 8 reprèn el sender més al sud, des de Saint-Brevin-les-Pins fins a Sare, als Pirineus, incorporant un curt tram costaner del GR 4.

## Anglaterra
El camí segueix la costa sud fins a Plymouth a Anglaterra, continuant per la costa sud anglesa fins a Dover, on una altra travessia en ferri retorna la ruta a Calais a França. A Anglaterra, el camí segueix parts del South West Coast Path, el Solent Way, el South Downs Way i el Saxon Shore Way. La ruta britànica inclou una ruta alternativa a través de l'illa de Wight .

## Bèlgica
El camí segueix la costa de Bèlgica.

## Països Baixos
El camí segueix la costa dels Països Baixos. Aquí segueix la Ruta del Mar del Nord holandesa, que inclou 5 rutes successives:
- des de Sluis (frontera amb Bèlgica) fins a Hoek van Holland
- Hoek van Holland a Haarlem
- Haarlem a Den Oever (hi ha una ruta alternativa a Den Helder, però la ruta europea continua per l'Afsluitdijk)
- Zuric a Lauwersoog
- Lauwersoog fins a Bad Nieuweschans (la frontera amb Alemanya).[2]

## Alemanya

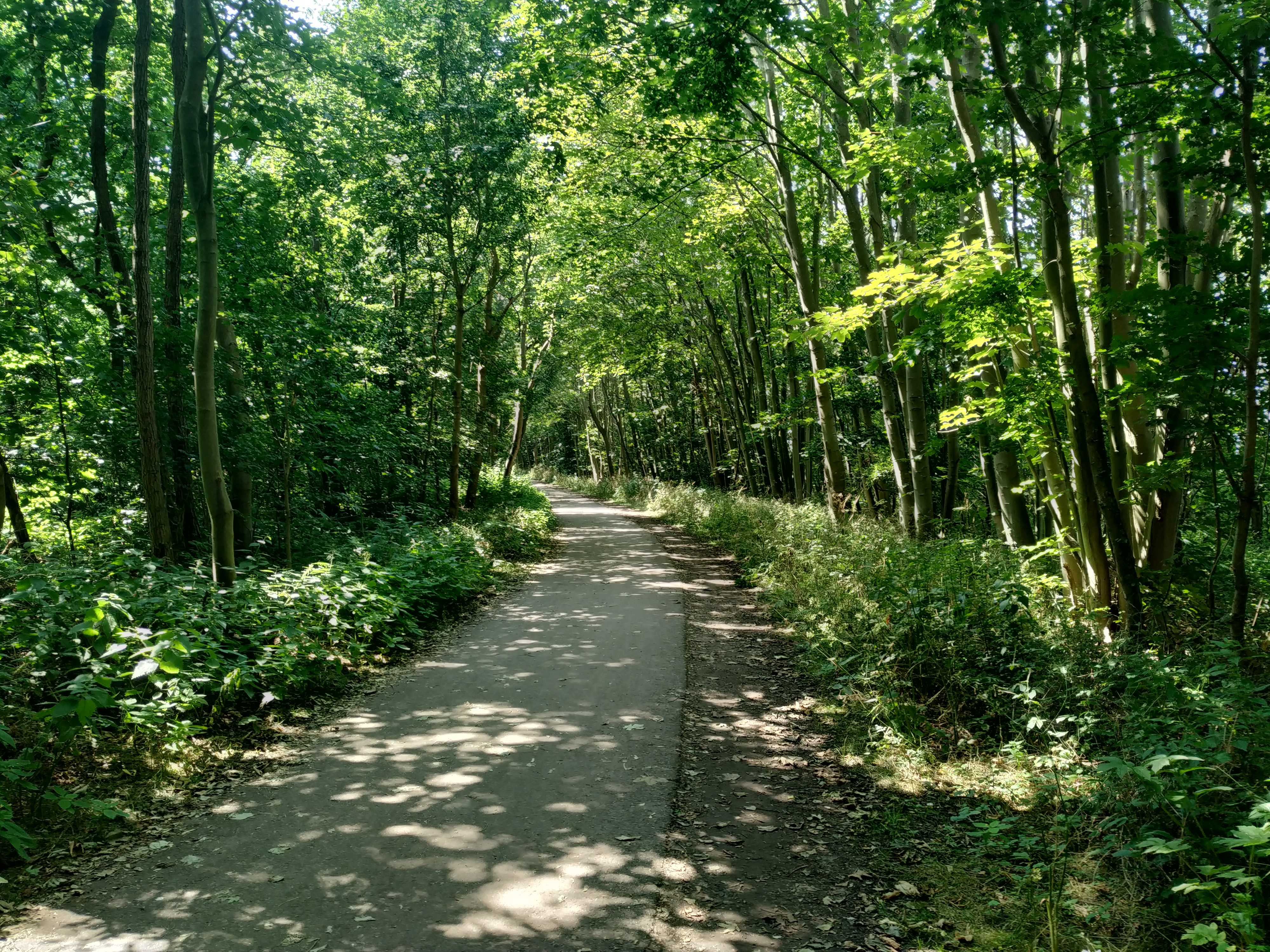
Secció del bosc costaner de Rostock

El camí creua la base de la península de Jutlàndia, abans de seguir la costa del mar Bàltic.

## Polònia
- Braniewo a Żarnowiec,
- pl (Szlak Nadmorski)
- Żarnowiec – Świnoujście.[2]

## Lituània
A Estònia, el sender es coneix com a Ranniku matkarada i té una longitud de 622 km. Es triga uns 30 dies a completar-se i es divideix en etapes d'uns 20 km. El punt més alt del sender a Estònia és el penya-segat de Rannamõisa. Altres punts destacats al llarg de la ruta són el Parc Nacional de Matsalu, les estacions costaneres de Pärnu i Haapsalu, i les illes de l'oest d'Estònia. El sender està marcat amb senyals blanc-blau-blanc sobre pedres, arbres i altres objectes naturals.

## Letònia
A Letònia, el sender es coneix com a Jūrtaka i té una longitud de 581 km. Aquesta part de la ruta E9 es fa en uns 30 dies a peu i està dividida en etapes d'uns 20 km. Els punts destacats de la ruta són el Parc Nacional de Slitere, el Parc Nacional de Kemeri i la ciutat costanera de Jurmala. El sender està marcat amb senyals blanc-blau-blanc sobre pedres, arbres i altres objectes naturals.

## Estònia
La ruta E9 segueix la ruta costanera del Bàltic a través de Lituània, Letònia i Estònia. A Lituània, el sender es coneix com a Jūrų takas i té una longitud de 216 km. La ruta a través de Lituània dura uns 10-12 dies a peu i es divideix en etapes d'uns 20 km cadascuna. El punt més alt del sender a Lituània és l'istut de Curlàndia. Altres punts destacats al llarg de la ruta són el delta de Nemunas, els parcs regionals de Seaside i les estacions costaneres de Nida i Palanga. El sender està marcat amb senyals blanc-blau-blanc sobre pedres, arbres i altres objectes naturals.